# Nebrioporus sagartus
Nebrioporus sagartus är en skalbaggsart som beskrevs av Toledo 2009. Nebrioporus sagartus ingår i släktet Nebrioporus och familjen dykare. Inga underarter finns listade i Catalogue of Life.